# Mohamed Amine Belkheïr
 (décembre 2018).
Si vous disposez d'ouvrages ou d'articles de référence ou si vous connaissez des sites web de qualité traitant du thème abordé ici, merci de compléter l'article en donnant les références utiles à sa vérifiabilité et en les liant à la section « Notes et références ».
Mohamed Amine Belkheïr est un footballeur algérien né le 15 avril 1982 à Alger. Il évoluait au poste d'attaquant.

## Biographie
En 2008, il remporte la Coupe d'Algérie avec la JSM Béjaïa, en battant le WA Tlemcen après une séance de tirs au but. Belkheïr est titulaire lors de cette finale disputée à Blida.
Il participe à la Ligue des champions d'Afrique avec l'USM Alger et à la Coupe de la confédération avec la JSM Béjaïa.

## Palmarès
- Champion d'Algérie en 2004 avec la JS Kabylie.
- Champion d'Algérie en 2005 avec l'USM Alger.
- Vice-champion d'Algérie en 2004 et 2006 avec l'USM Alger.
- Vainqueur de la coupe d'Algérie en 2008 avec la JSM Béjaïa.
- Finaliste de la Coupe d'Algérie en 2004 avec la JS Kabylie.
- Finaliste de la Coupe d'Algérie en 2006 et 2007 avec l'USM Alger.
- Accession en Ligue 1 en 2003 avec le MC Alger.
- Accession en Ligue 1 en 2012 avec le CA Bordj Bou Arreridj.
- Accession en Ligue 1 en 2014 avec l'USM Bel Abbès.